# برند آیشمن
برند آیشمن (انگلیسی: Bernd Eichmann؛ زادهٔ ۱۲ فوریهٔ ۱۹۶۶) بازیکن فوتبال اهل آلمان است.
از باشگاه‌هایی که در آن بازی کرده‌است می‌توان به باشگاه فوتبال زاربروکن اشاره کرد.

## یادکرد ویکی‌پدیا
- مشارکت‌کنندگان ویکی‌پدیا. «Bernd Eichmann». در دانشنامهٔ ویکی‌پدیای انگلیسی، بازبینی‌شده در ۱۲ آوریل ۲۰۲۲.